# Basilica di San Michele Arcangelo (Mentone)

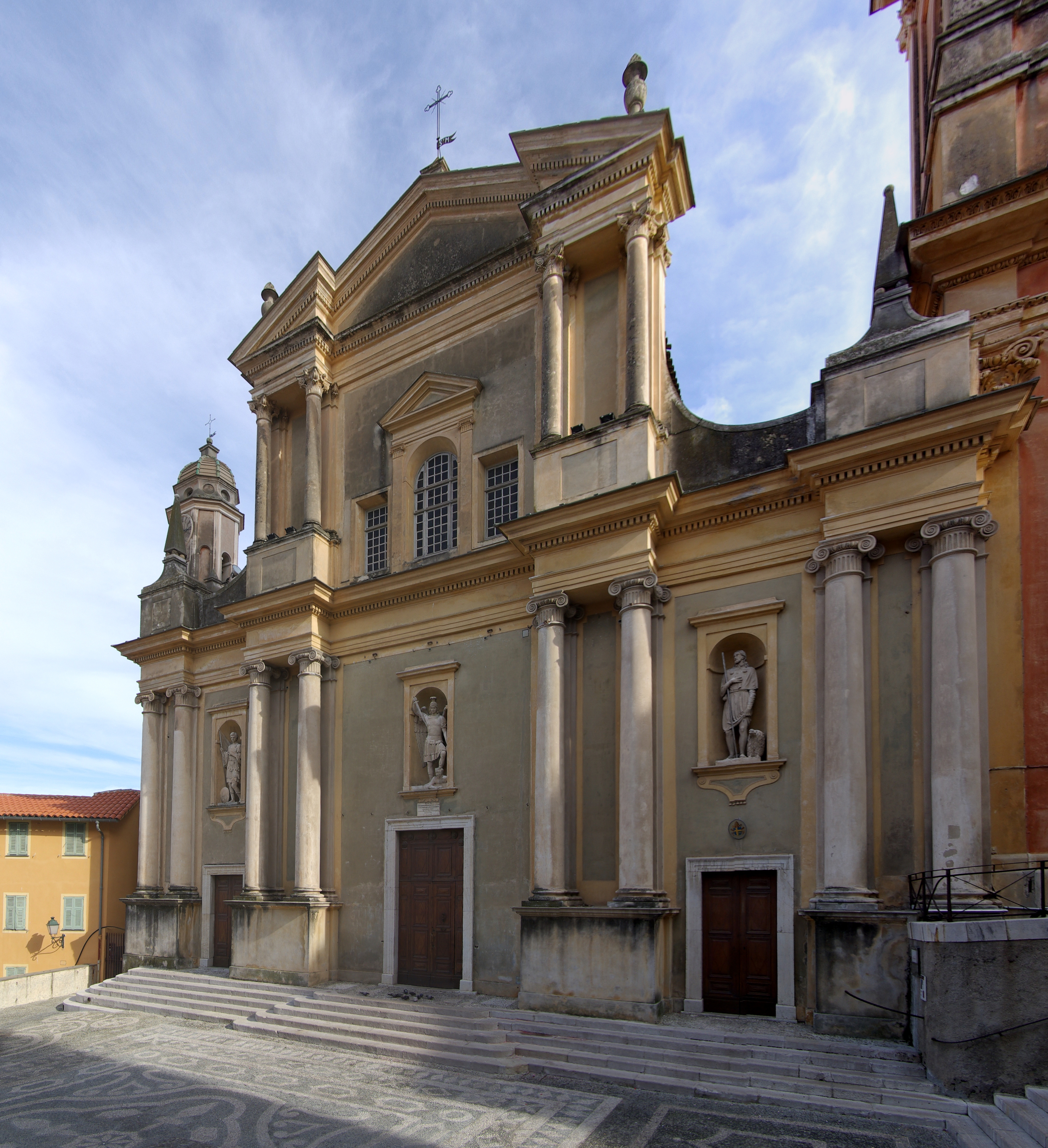
La facciata con l'antistante pavimentazione a risseu

La basilica di San Michele Arcangelo (Basilique Saint-Michel-Archange in francese) è una chiesa cattolica del centro storico di Mentone, sulla Costa Azzurra, in Francia. Ottimo esempio di architettura barocca nella città, è accessibile dal mare attraverso rampe di scale, aprendosi su un'elegante piazza con vista sul paesaggio sottostante e decorazione a risseu nella pavimentazione. Con il suo campanile, alto cinquantatré metri, è un punto focale nel panorama della città per chi viene dal mare.

## Storia

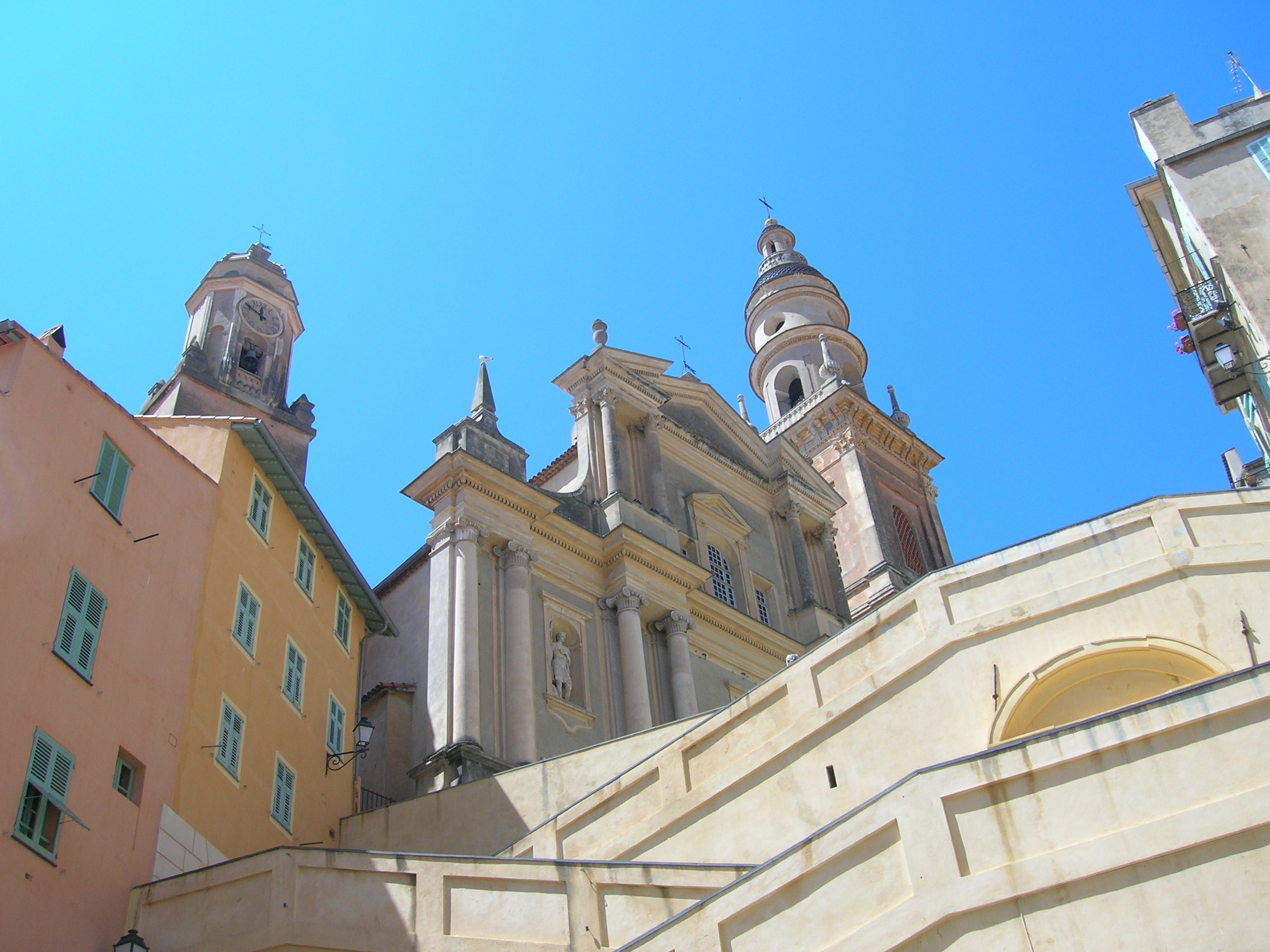
Le rampe

Progettata dall'architetto genovese Lorenzo Lavagna nel Seicento, è stata iniziata il 27 maggio 1619, con la posa della prima pietra in presenza di monsignor Nicola Spinola, vescovo di Ventimiglia. Ultimata verso il 1653, venne consacrata l'8 maggio 1675 dal vescovo Mauro Promontorio. Il campanile venne progettato da Emmanuel Cantone nel 1701, mentre la facciata, in stile baroccheggiante, è del 1819.
 Nel 1999 è stata elevata a basilica minore da Papa Giovanni Paolo II e consacrata a basilica minore nel gennaio 2000. La chiesa ed il suo sagrato sono stati iscritti al registro dei monumenti storici francesi il 3 marzo 1947.

## Descrizione
La facciata è a salienti, con serliana centrale e timpano spezzato raccordato ai pilastri laterali tramite volute. Decorata con statue, colonne binate (ioniche al primo ordine, corinzie nel secondo) e piccoli obelischi laterali, alla sua destra è posto il campanile, sormontato da una cupola e abbellito da lesene e cornicioni.
All'interno le tre navate a quattro campate formano una croce latina, mentre un arco trionfale la separa dal coro, decorato con stucchi e lesene marmoree. L'altare in marmi policromi è sormontato da una statua lignea dipinta del 1820 rappresenta San Michele che uccide il dragone. Le cappelle laterali sono ornate di retabli, di cui uno dedicato alla patrona monegasca Santa Devota. Nella cappella di Santa Croce Cristo in Croce di Orazio De Ferrari. Sempre opera del pittore voltrese Adorazione dei pastori nella cappella di San Giuseppe.

## Eventi
Dal 1949 ospita il Festival di Musica Classica ogni anno nel mese di agosto.